# 섬유유연제
섬유유연제(纖維柔軟劑, 영어: fabric softener, fabric conditioner, wrinkle releaser)는 세탁기의 헹굼 단계 중에 세탁물에 넣는 유연제이다. 세탁용 세제와 달리 섬유유연제는 일종의 후처리 세탁물 보조제로 간주될 수 있다.
기계 헹굼은 직물, 특히 면과 털 등 자연 섬유에 상당한 물리적 스트레스를 준다. 직물 표면의 섬유는 짓눌러지고 해어지며 공기 중에 세탁물을 말리는 동안 이 상황은 더 확고해져 세탁물에 뻣뻣한 느낌을 줄 수 있다. 마지막 헹굼 단계에 액체 형태의 섬유 유연제를 넣으면 세탁물을 더 부드럽게 만들어 준다.

## 위험성
비누와 일반 세제처럼 섬유유연제는 자극피부염을 유발할 수 있다. 제조업체들은 피부염의 위험성을 줄이기 위해 염료와 향수를 넣지 않은 섬유 유연제를 일부 생산한다.